# 箍冠

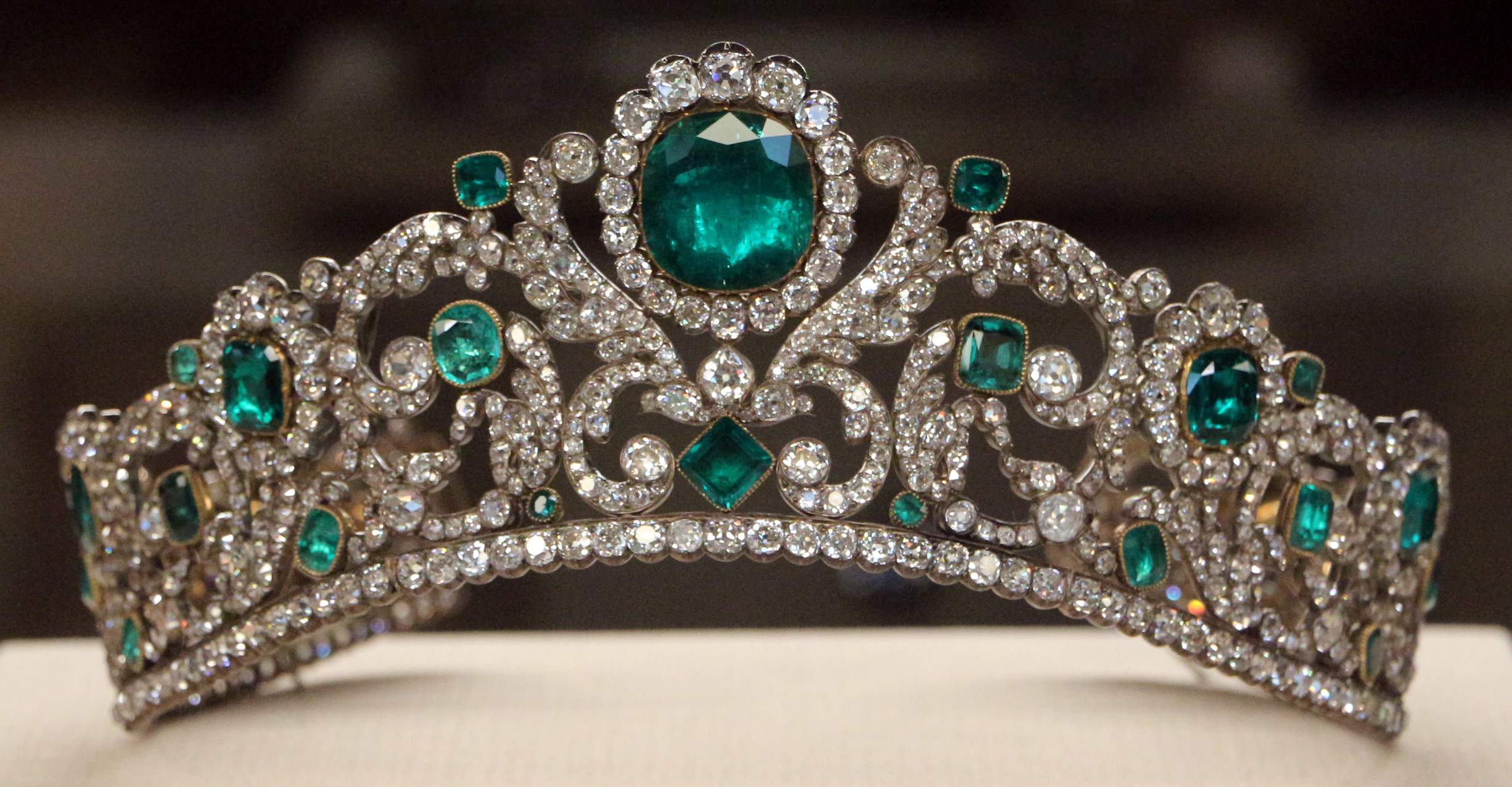
昂古萊姆公爵夫人的箍冠（1820年）。這頂頭飾是為法國公主、昂古萊姆公爵夫人、路易十六和瑪麗·安托瓦內特的女兒瑪麗-泰蕾茲製作的

箍冠（英語：tiara，來自拉丁語：tiara，古希臘語：τιάρα）是一種珠寶頭飾。它的起源可以追溯到古希臘和羅馬。在18世紀後期，頭飾在歐洲流行起來，作為女性在正式場合佩戴的一件享有盛譽的首飾。現代頭飾的基本形狀是（半）圓形，通常由銀、金或鉑金製成，並以寶石、珍珠或浮雕裝飾。
箍冠在19世紀後期非常流行，並在著裝要求為白色領帶的活動中佩戴。第一次世界大戰後，戴頭飾逐漸過時，除了皇家宮廷的正式場合。自21世紀初以來，人們對頭飾的興趣再次增加。